# رحلة خطوط ريف الجوية رقم 8
الرحلة 8 لخطوط ريف ألوشيان الجوية هي رحلة طيران كانت في 8 يوليو 1983، متجه من كولد باى إلى سياتل، كان على متنها 15 راكبا و5 من أفراد الطاقم، وكانت من طراز لوكهيد إل-188 اليكترا، وبعد وقت قصير من الإقلاع سمع صوت اهتزاز خفيف وبعد هذا الأمر انفصلت مروحة المحرك الرابع وتعطل التحكم اليدوى ولكن الطيار الآلى كان لازال يعمل.
حولوا الهبوط في مطارين في جنوبى الاسكا بدلا من كولد باى ولكن مخاطر المطارين كانت كارثية وقرروا الهبوط في مطار تيد ستيفنز أنكوراج الدولى وهبطوا اضطراريا بسلام في المطار.

## معلومات الرحلة
- التاريخ: 8 يوليو 1983
- نوع الحادث: فشل في المحرك الرابع، عطل في التحكم اليدوى.
- الموقع: مطار تيد ستيفنز أنكوراج الدولى، انكوريج، الاسكا، الولايات المتحدة.
- الركاب: 15 الطاقم 5، بدون جرحى أو وفيات.
- النوع: لوكهيد إل-188 اليكترا
- المالك: خطوط ريف الجوية
- بداية الرحلة : مطار كولد باى، كولد باى، الاسكا
- الوجهة: مطار سياتل تاكوما الدولى، سياتل، واشنطن، الولايات المتحدة.